# James Baldwin
James Arthur Baldwin (New York, 2 agosto 1924 – Saint-Paul-de-Vence, 1º dicembre 1987) è stato uno scrittore statunitense.

## Biografia
Primo di nove figli, cresce in povertà, sviluppando un rapporto tormentato con il patrigno, una persona rigida e molto religiosa. Sin da bambino cerca una via d'uscita: «Sapevo di essere nero, naturalmente, ma sapevo anche di essere molto sveglio. Non sapevo come avrei usato il cervello, né se avrei potuto usarlo, ma quella era l'unica cosa che potevo usare». Già all'età di quattordici anni Baldwin passa gran parte del tempo in biblioteca e scopre la passione per la scrittura.
Seguendo le orme paterne, diventa un predicatore presso una piccola chiesa pentecostale di Harlem. «In quei tre anni sul pulpito – me ne rendo conto adesso – ciò che mi trasformò in uno scrittore, un vero scrittore, fu avere a che fare con tutta quell'angoscia e quella disperazione, e con tutta quella bellezza». Si può facilmente ritrovare una forte influenza del linguaggio religioso in Baldwin, sia nello stile che nei toni. Desideroso di andarsene da casa (perché lasciare il pulpito voleva dire anche dover lasciare casa), Baldwin trova un impiego nelle ferrovie del New Jersey.
Dopo qualche tempo, si trasferisce al Greenwich Village, dove incontra lo scrittore Richard Wright. Per alcuni anni lavora come freelance, scrivendo soprattutto recensioni editoriali. Durante gli anni dell’adolescenza ad Harlem e al Greenwich Village, Baldwin inizia a rendersi conto della sua omosessualità. Anche se non aveva ancora scritto neppure un romanzo, Wright gli procura una borsa di studio per Parigi. Qui Baldwin trova la giusta distanza dalla società americana in cui era cresciuto per poterne finalmente scrivere.
A partire dal 1948, vive per lo più nel sud della Francia, ma torna spesso negli Stati Uniti per tenere discorsi e conferenze e, dal 1957, prende l’abitudine di passare circa sei mesi l'anno a New York. Nel 1949 Baldwin incontra e si innamora di Lucien Happersberger, un artista svizzero di diciassette anni, ma il matrimonio di Happersberger tre anni dopo lo lascerà sconvolto.
Da Parigi, Baldwin si trasferisce in Svizzera, dove scrive il suo primo romanzo, Go Tell it on the Mountain, pubblicato nel 1953, opera autobiografica sulla sua giovinezza a Harlem. La passione e la profondità con cui raccontava la lotta per la vita dei giovani neri americani non aveva precedenti. Il romanzo, anche se non ottenne subito questo riconoscimento, è considerato un classico della narrativa americana.

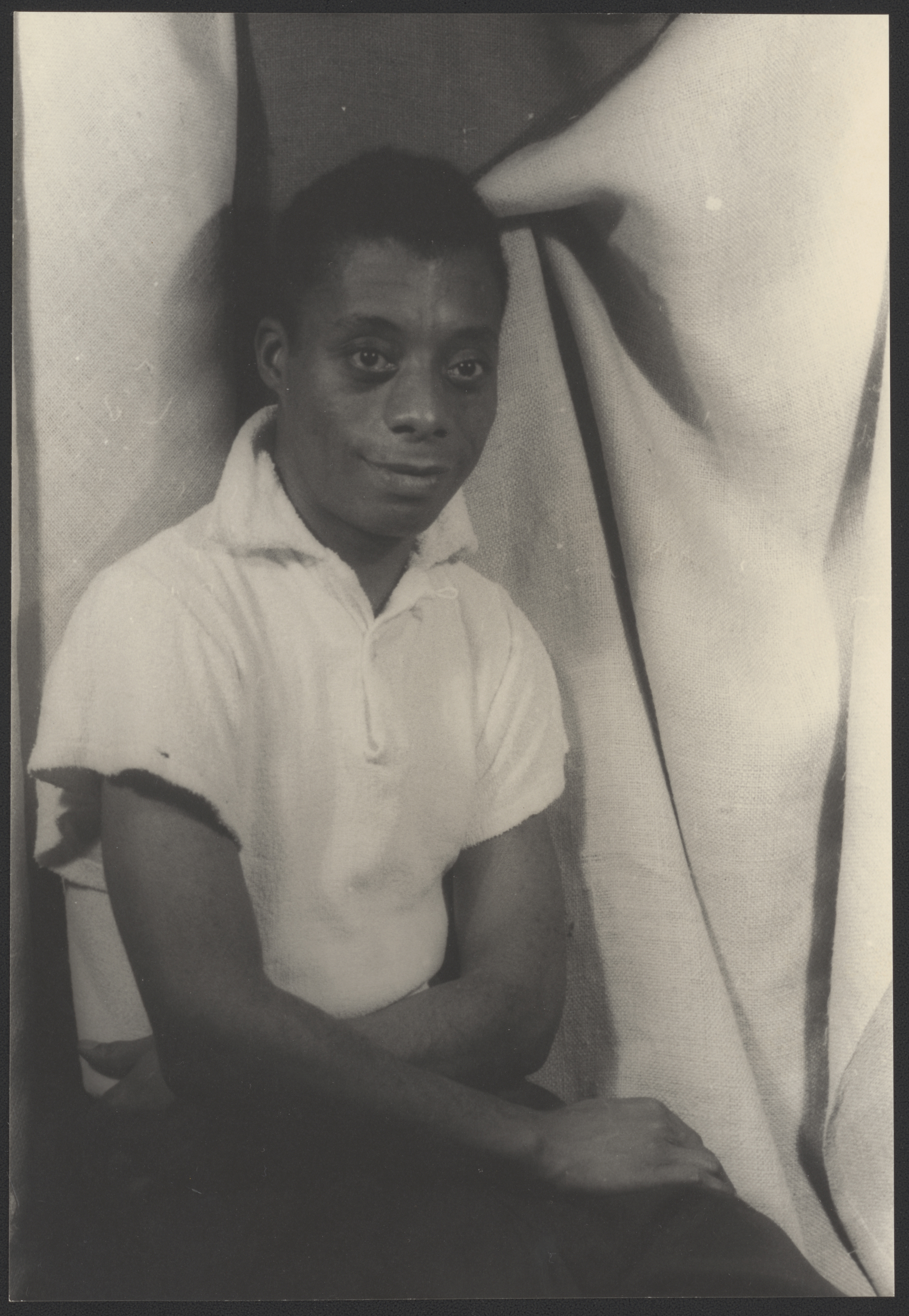
James Baldwin fotografato da Carl Van Vechten il 13 settembre 1955.

Nel corso degli anni cinquanta Baldwin si sposta tra Parigi, New York e Istanbul e scrive la raccolta di saggi Notes For A Native Son e il racconto Giovanni's Room, parlando di argomenti al tempo tabù, come l'omosessualità e le relazioni tra persone di etnie diverse. «Quando ti trovi in un’altra cultura, sei costretto a riesaminare la tua», scrive. Paradossalmente, i viaggi di Baldwin nel mondo lo avvicinano ancora di più all'America del tempo. All'inizio degli anni sessanta fa ritorno negli Stati Uniti per partecipare al movimento per i diritti civili. Viaggia per tutto il Sud e scrive un'opera considerata esplosiva sull'identità nera e sulla situazione della lotta anti-razzista: The Fire Next Time.
Baldwin rimane un esponente del movimento per i diritti civili per tutti gli anni sessanta, anche se viene spesso criticato per il suo approccio pacifista. Dopo la pubblicazione di Another Country è duramente attaccato per aver parlato dell'omosessualità all'interno della comunità nera di New York. Proprio per aver affrontato il tema della diversità sessuale, Eldridge Cleaver, leader delle Pantere Nere, accusa le opere di Baldwin di «odio assoluto per i neri». Quasi in risposta, Baldwin accentua le sue prese di posizione contro le discriminazioni sessuali.
Dopo l'assassinio di personalità a cui era vicino come Medgar Evers, Malcolm X e Martin Luther King Jr., ritorna in Francia e lavora a un libro che esprime tutta la disillusione di quel momento storico, If Beale Street Could Talk. Anche se in questo libro emerge tutta la rabbia di Baldwin per gli avvenimenti recenti, egli rimane sempre un fautore dell'amore e della fratellanza universali.
Durante gli ultimi dieci anni della sua vita, compone numerose opere di narrativa, di saggistica e di poesia e scopre l'insegnamento come nuovo modo per avvicinarsi ai giovani. Nel 1986 è nominato commendatore della Legion d'onore dal governo francese. Continua ad essere annoverato fra i più importanti e attivi sostenitori dell'uguaglianza razziale fino alla morte, avvenuta nel 1987 a Saint-Paul de Vence, in Francia. Il suo ultimo romanzo, Just Above My Head, è del 1979. Pur avendo trascorso gran parte della sua vita all'estero, Baldwin si presenta essenzialmente come uno scrittore statunitense, che non ha mai cessato di riflettere sulla propria esperienza di uomo nero in un'America bianca.

## Popolarità
In un articolo uscito nel gennaio 1964 sulla rivista Il Mulino Francis B. Randall dà un'interpretazione  dell'opera e del personaggio di Baldwin che inizia con queste parole: «Da quasi un anno James Baldwin è la personalità letteraria più discussa degli Stati Uniti d'America». È tenuto in considerazione, quale portavoce della comunità nera, dal fratello del Presidente Kennedy, il ministro della giustizia Robert Kennedy. Lo stesso  Robert Kennedy, si legge nell'articolo, «non riusciva a capire perché il "moderato" programma (...) sui diritti civili non soddisfacesse i leaders negri», al che Baldwin propose al ministro di accompagnare una ragazza nera in un scuola dove fosse in vigore la segregazione razziale. L'articolo riferisce che il suggerimento «fece scoppiare il fratello del Presidente in una risata involontaria».

## Opere

### Romanzi
- Gridalo forte (Go Tell It on the Mountain, 1953), trad. di A. Buzzi, Rizzoli, 1966; trad. di S. Mondino, Amos Edizioni, 2013.
- La camera di Giovanni (Giovanni's Room, 1956), trad. di P.C. Gajani, Milano, Mondadori, 1962; col titolo La stanza di Giovanni, trad. di Alessandro Clericuzio, a cura di M.G. Fabi, Firenze, Le Lettere, 2001; Roma, Fandango, 2017.
- Un altro mondo (Another Country, 1962) trad. di A. Veraldi, Milano, Feltrinelli, 1963; Firenze, Le Lettere, 2004; Roma, Fandango, 2019.
- Dimmi da quanto è partito il treno (Tell Me How Long the Train's Been Gone, 1968), trad. di Attilio Veraldi, Collana I Narratori n.138, Milano, Feltrinelli, settembre 1968; Collezione I Garzanti n.642, Milano, Garzanti, luglio 1976; Collana UEF, Feltrinelli, 1981.
- Se la strada potesse parlare (If Beale Street Could Talk, 1974), trad. di Marina Valente, Milano, Rizzoli, 1979; Postfazione di Joyce Carol Oates, Roma, Fandango, 2020-2024, ISBN 978-88-604-4580-3.
- Sulla mia testa (Just Above My Head, 1979; uscì in Francia col titolo Harlem Quartet, 1987), trad. di Pier Francesco Paolini, Collezione Letteraria, Milano, Bompiani, 1979.

### Raccolte di racconti
- Stamattina, stasera, troppo presto (Going to Meet the Man, 1965; contiene: "The Rockpile", "The Outing", "The Man Child", "Previous Condition", "Sonny's Blues", "This Morning, This Evening, So Soon", "Come Out the Wilderness", "Going to Meet the Man"), trad. Luigi Ballerini, Milano, Rizzoli, 1967; Racconti Editore, 2016.

### Teatro
- The Amen Corner (1954)
- Blues per l'uomo bianco: Dramma in tre atti (Blues for Mister Charlie, 1964), trad. di Attilio Veraldi, Milano, Feltrinelli, 1965.

#### Sceneggiature
- One Day When I Was Lost: A Scenario Based on "The Autobiography of Malcolm X", 1972.

### Raccolta di poesie
- Jimmy's Blues, 1983.
- Jimmy's Blues and Other Poems, 2014.
- Baldwin for Our Times: Writings from James Baldwin for an Age of Sorrow and Struggle, with notes and introduction by Rich Blint, 2016. (poesie e saggi)

### Raccolte di saggi
- Mio padre doveva essere bellissimo (Notes of a Native Son, 1955), trad. di Ludovica Ripa di Meana, Milano, Rizzoli, 1964; col titolo Appunti americani, trad. di Anna Hilbe, Firenze, Le Lettere, 2007; col titolo Questo mondo non è più bianco, trad. di Vincenzo Mantovani, Milano-Firenze, Bompiani, 2018.
- Nessuno sa il mio nome (Nobody Knows My Name: More Notes of a Native Son, 1961), trad. di Giancarlo Cella e Vittorio Di Giuro, Collana Attualità, Milano, Feltrinelli, 1965; trad. riveduta e corretta, Roma, Fandango, 2024, ISBN 978-88-604-4969-6.
- A Talk to Teachers (1963)
- La prossima volta, il fuoco. Due lettere (The Fire Next Time, 1963), trad. di Attilio Veraldi, Collana I Narratori Milano, Feltrinelli, febbraio 1964; Collana UEF, Feltrinelli, settembre 1968, 1995; Roma, Fandango, 2020, ISBN 978-88-604-4650-3.
- Il vero delitto è l'ignoranza, a cura di Mario Materassi, Collana Primo scaffale n.23, Firenze, La Nuova Italia, novembre 1968-1972. [antologia]
- Una strada senza nome (No Name in the Street, 1972), trad. di Michele Zurlo, Roma, Fandango, 2021, ISBN 978-88-604-4713-5.
- The Devil Finds Work (1976)
- Congo Square (1976), saggio contenuto in The Devil Find Works (1976), trad. di Sara Antonelli, Roma, Fandango, 2017.
- The Evidence of Things Not Seen (1985)
- The Price of the Ticket (1985)
- Collected Essays: Notes of a Native Son, Nobody Knows My Name, The Fire Next Time, No Name in the Street, The Devil Finds Work, Other Essays, edited by Toni Morrison, 1998.
- The Cross of Redemption: Uncollected Writings, 2010.

### Opere in collaborazione
- Nothing Personal, con Richard Avedon (fotografia), 1964.
- Dibattito sulla razza (A Rap on Race, 1971), con Margaret Mead, trad. di Vittorio Mantovani, Milano, Rizzoli, 1973; col titolo Discussione sulla razza, Introduzione di Stefano De Matteis, Collana Biblioteca/Antropologia n.57, Milano, Meltemi, 2022, ISBN 978-88-551-9648-2.
- One Day When I Was Lost, 1972.
- A Dialogue, con Nikki Giovanni, 1973.
- Little Man, Little Man: A Story of Childhood, con Yoran Cazac, 1976.
- Native Sons, con Sol Stein, 2004.

## Film tratti dalle sue opere
- Go Tell It on the Mountain, regia di Stan Lathan (1984)
- La scelta (Another Country), regia di Marek Kanievska (1984)
- Al posto del cuore (À la place du coeur), regia di Robert Guédiguian (1998)
- I Am Not Your Negro, regia di Raoul Peck (2016)
- Se la strada potesse parlare (If Beale Street Could Talk), regia di Barry Jenkins (2018)